# A Ri Ga To U
Albums de Miyuki Nakajima
Minna Itteshimatta
(1976) Aishiteiru to Ittekure
(1978)
A Ri Ga To U (あ・り・が・と・う) est le troisième album studio de Miyuki Nakajima sorti en juin 1977.

## Titres
Toutes les chansons écrites et composées par Miyuki Nakajima.

### Face A
Toutes les pistes organisées par Shun Fukui et Kinji Yoshino (sauf accord de "Henro" par Yoshino, "Matsuribayashi" par Fukui)
1. "Henro (遍路?)" - 5:03
2. "Mise no Na wa Life (店の名はライフ, Mise no Na wa Raifu?)" - 5:47
3. "Matsuribayashi (まつりばやし?)" - 4:02
4. "On'na Nante Mono ni (女なんてものに?)" - 5:13

### Face B
Toutes les pistes organisées par Shun Fukui et Kinji Yoshino (sauf accord de "Katte ni Shiyagare" et "Toki wa Nagarete" par Yoshino, "On the Platform" par Fukui)
1. "Asayake (朝焼け?)" - 3:42
2. "Hōmu nite (ホームにて?)" - 4:50
3. "Katte ni Shiyagare (勝手にしやがれ?)" - 3:02
4. "Searchlight (サーチライト, Sāchiraito?)" - 4:24
5. "Toki wa Nagarete (時は流れて?)" - 7:07

## Personnel
- Miyuki Nakajima - vocal, guitare acoustique
- Ryuichi Sakamoto - claviers
- Ken Yoshida - guitare basse
- Kiyoshi Sugimoto - guitares
- Masao Komatsuzaki - batterie
- Shinji Hagiwara - batterie
- Naomi Kawahara - batterie
- Teruo Sato - batterie
- Masaki Nomura - batterie

## Production
- Directeur d'enregistrement; Yoshio Okushima
- Ingénieur assistant; Koji Sakakibara
- Manager; Kunio Kaneko
- Directeur; Yūzō Watanabe
- Photographe; Jin Tamura
- Producteur exécutif; Genichi Kawakami